# 林汝洲
林汝洲（1963年—），中華民國（台灣）中國國民黨政治人物，第一屆、第二屆臺中市（直轄市）第三選區議員